# Barjols
Barjols – miejscowość i gmina we Francji, w regionie Prowansja-Alpy-Lazurowe Wybrzeże, w departamencie Var.
Według danych na rok 1990 gminę zamieszkiwało 2166 osób, a gęstość zaludnienia wynosiła 72 osoby/km² (wśród 963 gmin regionu Prowansja-Alpy-W. Lazurowe Barjols plasuje się na 257. miejscu pod względem liczby ludności, natomiast pod względem powierzchni na miejscu 333.).